# Кхајурахо
Кхајурахо (хинд. खजराहो) је насеље у области Катарпур, у индијској држави Мадја Прадеш, око 620 km југоисточно од Делхија, на надморској висини од 283 метра. Кхајурахо је једно од најспосјећенијих туристичких места у Индији због највеће концентрације средњовековних споменика у Индији. Реч је о више група хиндуистичких и џаинистичких храмова који су славни по својим раскошним и еротским рељефима којима су потпуно испуњени. Због тога су Споменици Кхајурахоа уписани на УНЕСКО-в Списак места Светске баштине у Азији и Аустралазији 1986. године.
Име му потиче од санскритског назива старог града Кхарјуравахака, што је сложеница од речи кхарјура ("палма") и вахака ("који носи"). Насеље је 2001. године бројало 19.282 становника, од тога 53% писменог, што је мањи просек од становништва у Индији по градовима, селима и насељима.

## Историја
Феудални владари (Рајпути) династије Баргујар, који су владали североисточним подручјем Рајастхана као вазали северноиндијског царства Гурјар - Пратихара (500—1300), су изградили најважније споменике у Кхајурахоу и утврђење Калињар. Они су касније били познати као Рајпут Кандела који су владали из Калињара, од 10.-12. века, али им је културна престоница био Кхајурахо. Споменици Кхајурахоа су изграђени у распону од око 200 година (око 950.-1150), Но иако се престоница Кандела Рајпут преселила у град Махоба, Кхајурахо је још једно време наставио да се развија.
Током времена храмови су занемарени и џунгла их је полако прекривала, само се локално становништво старало о њима колико је могло. Они су у 19. веку скренули пажњу на њих Енглезима, који су се одушевили њиховим раскошним рељефима на којима су отворено и детаљно приказивани призори секса, због чега су их назвали "Камасутра храмови“.
Тек су индијске власти, након стицања независности од Британаца 1947. године, започели преуређивање овог подручја и од зарасле шикаре направили јавни парк и реконструисали његове споменике. Данас се критикује ова обнова која није обраћала пажњу на изглед крајолика у време настанка његових грађевина.
Ипак, данас је ово једно од најпосећенијих места у Индији које сваке ноћи посетиоцима пружа раскошан лајт-шоу о историји, филозофији и вајарству славних храмова. Ту се сваке године одржава Фестивал плеса, пружајући прилику посетиоцима да се упознају са класичним индијским плесовима испред фантастичне сценографије Кхајурахо храмова.

## Знаменитости
Цело подручје Кхајуеахоа је окружено зидинама с осам портала, од којих је сваки био уоквирен са две златне палме. Унутра се изворно налазило више од 80 храмова, од којих је данас само њих 25 у добром стању, разбацани на подручју великом око 20 km². Ови храмови су изврсни пример средњовековне индијске архитектуре, али својим приказима и сведочанство живота људи у време Кандела владара.
Храмови су изграђени од камења, без везива, а камење је клесано и слагано једно на друго, с великом прецизношћу. Њихови стубови и архитрав су изграђени од мегалита, до 20 тона тешких. Сваки се састоји од три главна елемента: улаза ( ардхамандапа), свечане дворане ( мандапа) и светилишта ( гарбха гриха).
Храмови су подељени у три групе: западни, источни и јужни.
| Број | Данашњи назив     | Посвећен божанству             | Белешке |
| 1.   | Кхаусат Јогини    | Кали и 64 Јогина               | Најстарији сачувани храм (9. век) који се налази у западној групи храмова. Извроно је имао 65 ћелија од којих је сачувано 35. |
| 2.   | Брахма            | Брахма                         | Један од три хиндуистичка храма у источној групи. Вамана и Јавари су друга два. |
| 3.   | Лалгун Махадев    | Шива                           | Источни храмови |
| 4.   | Матангешвара      | Шива                           | Он се налази изван групе западних храмова и још увек је активан. У њему се налази 2,5 m висок лингам са скулптуром Шиве. Јужно од храма је археолошки музеј на отвореном у којему се налази сјајна колекција скулптура и фресака из храмова Кајурахоа. |
| 5.   | Вараха            | Вараха                         | |
| 6.   | Лакшмана          | Вајкунтха Вишну                | Велики храм посвећен Вишни има троглавог идола Вишниних инкарнација: Нарасимха и Вараха. Сплавар на улазу приказује свето тројство Брахме, Вишнуа и Шиве с божицом Лакшими. Ту су и важни Лакшаварма натписи. |
| 7.   | Паршванат         | Адинат                         | Највећи џаински храм у источној групи храмова. Северни зид храма је украшен скулптурама које приказују жанр призоре, попут девојке која скида шминку или девојке која вади трн из ноге. Ту је такође и симбол бика првог Тиртанкара, Адинатха, али и Пахил натпис из 950. год. |
| 8.   | Вишванат          | Изворно Вишнуу, данас Брахми   | Лавови чувају северни улаз у храм, док су с обе стране јужних стуба слонови. Насупрот храма налази се светиште Нанди бика. На храму је и Данга натпис Сама из 1059. год. |
| 9.   | Деви Јагадамби    | Изворно Вишни, а данас Парвати | |
| 10.  | Хитрагупта        | Сурја                          | Посвећен богу сунца, Сурји, у унутрашњем светишту има скоро 2 м високу слику бога Сурја како вози кочију с коњима. Ту је такође и слика краљевске процесије, скупине плесачица и други призори чистог луксуза. |
| 11.  | Кандариyа Махадео | Шива                           | Највећи храм Кајурахоа и западне групе храмова. На њему се налази око 900 скулптура од којих је највећа Шиве, која од дна има скоро 31 м. У светишту се налази лингам Шиве око којег су исклесане фигуре других богова, божица и апсараса (божанских дева). Улазни лук, стубови и свод су такође раскошно исклесани. Спољни зид трансепта има три водравна панела на којима су приказани богови хиндуистичког пантеона и скупине љубавника. |
| 12.  | Вамана            | Вамана                         | Један од три хиндуистичка храма у источној групи. |
| 13.  | Адинат            | Адинат                         | Џаински храм, последњи у источној групи, посвећен првом јаину Тиртханкара, Адинатху. |
| 14.  | Јавари            | Вишну                          | Један од три хиндуистичка храма у источној групи. |
| 15.  | Хатурбхуја        | Вишну                          | Јужни храм у којем се налази детаљно исклесана фигура бога Вишнуа. |
| 16.  | Дуладео           | Шива                           | Јужни храмов прекривен сензуалним приказима фигура апсараса (божанских дева). |
| 17.  | Гхантај           | Јина                           | Џаинистички храм од којега су преостали само неки стубови и сјајни фриз на којем је приказано 16 снова Махавирине мајке, заједно с многоручном божицом смештеном на крилатој Гаруди. |

## Украси
Зидне слике и спољни рељефни украси храмова углавном славе жену и њеног разна расположења и стања. Често са експлицитним призорима секса, који се сматрао светим као директна размена сокова између два бића. Наиме, Кандела владари су били следбеници тантричког култа који је учио како је задовољавање земаљских жеља први корак према крајњој слободи. Због тога су на еротским призорима увек само људи, и то изван храма (тек око 10% од свих приказа), док је унутрашњост резервисана за божанске приказе, па се веровало да би се ушло у храм треба оставити своје сексуалне жеље напољу.
- Храм Лаксхмана
- Храм Кандарија Махадева
- Призори храма Лаксхмана
- Храм Висванатх
- Еротски детаљ у храму Лаксхмана

## Клима
| Клима Кхајураха (1981–2010, екстреми 1970–2010) | Клима Кхајураха (1981–2010, екстреми 1970–2010) | Клима Кхајураха (1981–2010, екстреми 1970–2010) | Клима Кхајураха (1981–2010, екстреми 1970–2010) | Клима Кхајураха (1981–2010, екстреми 1970–2010) | Клима Кхајураха (1981–2010, екстреми 1970–2010) | Клима Кхајураха (1981–2010, екстреми 1970–2010) | Клима Кхајураха (1981–2010, екстреми 1970–2010) | Клима Кхајураха (1981–2010, екстреми 1970–2010) | Клима Кхајураха (1981–2010, екстреми 1970–2010) | Клима Кхајураха (1981–2010, екстреми 1970–2010) | Клима Кхајураха (1981–2010, екстреми 1970–2010) | Клима Кхајураха (1981–2010, екстреми 1970–2010) | Клима Кхајураха (1981–2010, екстреми 1970–2010) |
| Показатељ \ Месец                               | .Јан.                                           | .Феб.                                           | .Мар.                                           | .Апр.                                           | .Мај.                                           | .Јун.                                           | .Јул.                                           | .Авг.                                           | .Сеп.                                           | .Окт.                                           | .Нов.                                           | .Дец.                                           | .Год.                                           |
| ----------------------------------------------- | ----------------------------------------------- | ----------------------------------------------- | ----------------------------------------------- | ----------------------------------------------- | ----------------------------------------------- | ----------------------------------------------- | ----------------------------------------------- | ----------------------------------------------- | ----------------------------------------------- | ----------------------------------------------- | ----------------------------------------------- | ----------------------------------------------- | ----------------------------------------------- |
| Апсолутни максимум, °C (°F)                     | 34,3 (93,7)                                     | 38,6 (101,5)                                    | 43,1 (109,6)                                    | 46,9 (116,4)                                    | 48,4 (119,1)                                    | 48,0 (118,4)                                    | 45,0 (113)                                      | 41,0 (105,8)                                    | 39,3 (102,7)                                    | 42,8 (109)                                      | 37,6 (99,7)                                     | 32,8 (91)                                       | 48,4 (119,1)                                    |
| Максимум, °C (°F)                               | 24,1 (75,4)                                     | 28,0 (82,4)                                     | 34,3 (93,7)                                     | 40,1 (104,2)                                    | 42,8 (109)                                      | 40,4 (104,7)                                    | 34,3 (93,7)                                     | 32,5 (90,5)                                     | 33,2 (91,8)                                     | 33,8 (92,8)                                     | 30,1 (86,2)                                     | 26,1 (79)                                       | 33,3 (91,9)                                     |
| Минимум, °C (°F)                                | 8,4 (47,1)                                      | 10,8 (51,4)                                     | 15,8 (60,4)                                     | 21,9 (71,4)                                     | 26,9 (80,4)                                     | 28,4 (83,1)                                     | 26,3 (79,3)                                     | 25,3 (77,5)                                     | 24,1 (75,4)                                     | 19,0 (66,2)                                     | 13,3 (55,9)                                     | 9,2 (48,6)                                      | 19,1 (66,4)                                     |
| Апсолутни минимум, °C (°F)                      | 1,0 (33,8)                                      | 0,6 (33,1)                                      | 6,3 (43,3)                                      | 12,6 (54,7)                                     | 18,6 (65,5)                                     | 21,5 (70,7)                                     | 22,4 (72,3)                                     | 21,8 (71,2)                                     | 17,3 (63,1)                                     | 11,7 (53,1)                                     | 4,8 (40,6)                                      | 3,1 (37,6)                                      | 0,6 (33,1)                                      |
| Количина кише, mm (in)                          | 17,8 (0,701)                                    | 22,8 (0,898)                                    | 10,6 (0,417)                                    | 6,5 (0,256)                                     | 15,7 (0,618)                                    | 100,0 (3,937)                                   | 293,7 (11,563)                                  | 377,0 (14,843)                                  | 211,6 (8,331)                                   | 33,9 (1,335)                                    | 6,7 (0,264)                                     | 3,8 (0,15)                                      | 1,100 (43,307)                                  |
| Дани са кишом                                   | 1,3                                             | 1,6                                             | 0,9                                             | 0,8                                             | 1,5                                             | 5,5                                             | 13,0                                            | 13,6                                            | 8,7                                             | 1,7                                             | 0,5                                             | 0,6                                             | 49,9                                            |
| Релативна влажност, % (у 17:30 IST ч.)          | 47                                              | 37                                              | 24                                              | 17                                              | 20                                              | 40                                              | 69                                              | 76                                              | 68                                              | 48                                              | 44                                              | 48                                              | 45                                              |
| Извор: India Meteorological Department          |                                                 |                                                 |                                                 |                                                 |                                                 |                                                 |                                                 |                                                 |                                                 |                                                 |                                                 |                                                 |                                                 |